# Salomonia thailandica
Salomonia thailandica är en jungfrulinsväxtart som beskrevs av Hiroshige Koyama. Salomonia thailandica ingår i släktet Salomonia och familjen jungfrulinsväxter. Inga underarter finns listade i Catalogue of Life.